# 日本高周波
日本高周波
1. 株式会社日本高周波。愛知県の自動車部品メーカー。トヨタ自動車の二次下請けだったが、2009年3月3日 自己破産を申請。
2. 日本高周波株式会社。神奈川県のメーカー。本項で詳述する。

日本高周波株式会社（にほんこうしゅうは）は、神奈川県横浜市に本社をおく企業。

## 沿革
- 1932年6月 - 資本金8000円で創業。
- 1937年4月 - 資本金を28000円に増資し、日本高周波合資会社となる。
- 1938年2月 - 資本金を278000円に増資し、日本高周波株式会社を設立。
- 1984年3月 - 佐江戸工場を設立。
- 1992年9月 - 資本金を1億5550万円に増資。
- 2008年4月25日 - ISO14001を取得。
- 2018年12月 - ISO9001を取得。

## 工場
- 本社工場 - 横浜市緑区中山三丁目15番1号[注 1]
- 佐江戸工場 - 横浜市都筑区佐江戸町685番地

## 製品カテゴリ
- マイクロ波・ミリ波製品（同軸コンポーネント{ダミーロード・同軸切替器等}、導波管）
- 高周波応用製品（プラズマ発生用高周波電源・マイクロ波電源{3Eチューナー・4Eチューナー等}、インピーダンスモニタ）
- 高真空マイクロ波コンポーネント
- 高周波電源
- 薄膜応用製品
- レーザー関連製品